# フィナウフィリペサーリ
フィナウ フィリペサーリ（英語名：Phillip Searle Finau、1989年2月15日-）は、トンガ・ホウマ出身のラグビー選手。2012年に日本人女性（岡田律子：フィナウ律子）と結婚、翌2013年に日本に帰化し、現在は日本国籍を保有している。

## プロフィール
- トンガ王国ホウマ（英語版）出身
- ポジションはフランカー(FL)
- 身長 178cm、体重 98kg
- ニックネームはLipe
- 血液型はA型

## 経歴
16歳の時にトンガから栃木県宇都宮市にある作新学院高校へ留学生として来日。同校卒業後は、埼玉県東松山市にある大東文化大学のラグビーフットボール部に所属。
2012年に日本人女性と結婚後、すぐに帰化し日本国籍を取得
2013年にクボタスピアーズに入団
2014年3月 クボタスピアーズの2013-2014シーズン新人賞を受賞
2014年9月 トップリーグ1stステージ第5節のヤマハ発動機ジュビロ戦で勝利に導き、MOM（Man Of the Match）を受賞
2015年8月 第一子となる娘が誕生
2018年、豊田自動織機シャトルズに加入。
2020年、豊田自動織機シャトルズを退団した。

## テレビ出演
- 地球VOCE（2011年6月17日、テレビ東京）
- 世界のみんなに聞いてみた！（2011年11月23日、TBSテレビ）